# قنيطسة هراوية
القنيطسة الهراوية   أو تاغندست(باللاتينية: Anacyclus clavatus) نوع نباتي يتبع جنس القنيطسة من الفصيلة النجمية.

## الموطن والانتشار
النبات واطن في المغرب العربي وبلاد الشام وكثير من مناطق أوروبا.